# Финале Европског првенства у ватерполу 2012.
Финале Европског првенства у ватерполу 2012. године је утакмица одиграна 29. јануара у Ајндховену како би се одредио побједник 30. Европског првенства у ватерполу. Репрезентација Србије је победила Црну Гору резултатом 9:8 (1:1,2:3,3:1,3:3). Гол одлуке минут прије краја постигао је капитен Србије Вања Удовичић који је проглашен и за најкориснијег играча овог првенства.

## Учесници финала
Србија: Слободан Соро, Алекса Шапоњић, Живко Гоцић, Вања Удовичић 2, Милош Ћук, Душко Пијетловић 1, Слободан Никић, Милан Алексић 1, Никола Рађен 1, Филип Филиповић 1, Андрија Прлаиновић 1, Стефан Митровић 2, Бранислав Митровић (селектор: Дејан Удовичић)
Црна Гора: Здравко Радић, Драшко Бргуљан, Вјекослав Пасковић 1, Антонио Петровић, Филип Кликовац, Александар Радовић 3, Млађан Јановић, Никола Јановић, Александар Ивовић 2, Борис Злоковић 1, Владимир Гојковић 1, Предраг Јокић, Милош Шћепановић (селектор: Ранко Перовић)
- Играч утакмице: Вања Удовичић
- Базен: пливалиште Петер ван ден Хугенбанд, Ајндховен
- Гледалаца 2.300
- Судије: Гомез (Италија), Страдиварис (Грчка)

Послије слабе прве четвртине у којој су екипе препливавале базен, а голмани били на висини задатка, другу је Србија отворила голом. Играчи Дејана Удовичића користили су сваку грешку противника, а сваку грешку појединца у тиму Србије исправљао би неки од саиграча.
Друго полувријеме је донијело доста искључења у репрезентацији Србије. Репрезентативци Црне Горе су успевали у неколико ситуација да то искористе,али је тог дана сјајни Слободан Соро уз подршку одбране затварао све углове свог гола. 
Гол капитена Србије у ситуацији када је већина играча имала по два искључења подигао је подијељене трибине. Ватерполисти Србије успели су да се у наредном нападу противника одбране са играчем мање и задрже лопту до краја сусрета у свом посједу.

## Пут до финала
Репрезентације Србије и Црне Горе такмичење у Ајндховену започеле су у групи Б. Поред њих, у овој групи су наступиле и Хрватска, Њемачка, Шпанија и Румунија.
Србија је овај дио такмичења завршила са четири побједе и једним поразом и то у посљедњем колу од Црне Горе уз скор од 57 датих и 45 примљених голова.
Црна Горе је од пет одиграних утакмица у прелиминарној фази такмичења надиграла Румунију и Њемачку, док је поражена од Хрватске, а са Шпанијом су подијелили бодове. 
Обје селекције су у полуфиналним сусретима имале тешке утакмице. Србија је била боља од Италије са сигурних 12:8, док је Црна Гора победу против Мађарске осигурала накокн продужетака.